# Florian Bartholomäi

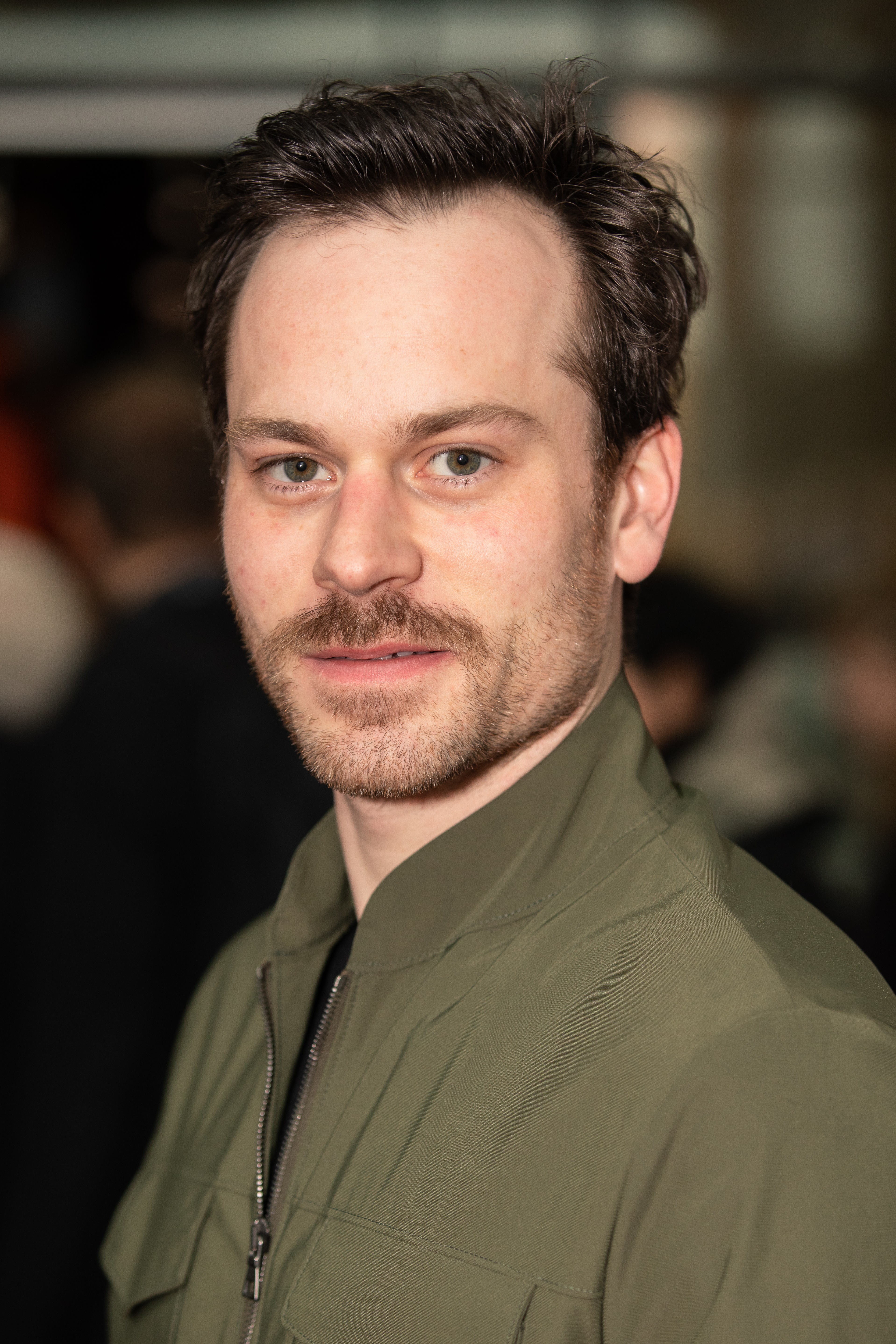
Florian Bartholomäi, 2020

Florian Bartholomäi (* 10. Januar 1987 in Frankfurt am Main) ist ein deutscher Schauspieler.

## Leben und Wirken
Florian Bartholomäi wuchs in Frankfurt am Main auf und besuchte dort das Gymnasium Musterschule. Sein Vater Paul Bartholomäi moderierte bis Herbst 2011 Klassiksendungen bei Radio hr2-kultur.
Nach ersten Statistenrollen an der Oper Frankfurt (in der Kinderoper Cinderella von Peter Maxwell Davies und in Giacomo Puccinis Tosca) wurde er 2003 bei einem Casting für seine erste Hauptrolle in Mirko Borschts Spielfilm Kombat Sechzehn entdeckt. Für diese Rolle wurde er 2005 als bester Filmdebütant für den Undine Award nominiert.
Seine zweite Hauptrolle in einem Kinofilm spielte er 2006 neben Edgar Selge in Ingo Raspers Reine Geschmacksache. Die Komödie erhielt 2007 auf dem Filmfestival Max Ophüls Preis den Publikumspreis; Bartholomäi wurde als bester Nachwuchsdarsteller ausgezeichnet.
Florian Bartholomäi wirkte bereits in mehreren Filmen der Fernsehreihe Tatort mit, wo er häufig den Mörder spielte. 2005 war er erstmals in der Fernsehreihe zu sehen. In dem Tatort-Krimi Freischwimmer verkörperte er Ralf Salchow, der einen behinderten Jungen im Schwimmbad ertränkt. Auf gleiche Weise bringt er als Maximillian von Stein im Konstanzer Tatort Herz aus Eis (2009) einen seiner Mitschüler um. Im Tatort Hilflos (2009) schubst er sein Opfer in die Tiefe, im Tatort Die Unsichtbare (2010) erwürgt er die Mutter seiner Halbschwester, als geistig zurückgebliebener Aaron stößt er in Ein ganz normaler Fall (2011) sein Opfer die Treppe herunter und im Auf ewig Dein (2014) stranguliert er zwei junge Mädchen mit einem Lederriemen und behauptet, etwas mit dem Tod der Familie des Dortmunder Hauptkommissars Peter Faber zu tun gehabt zu haben. Im Tatort Kalter Engel (Erstausstrahlung: November 2013) übernahm er erneut eine Gastrolle. Er spielte den Studenten Michael Danckert, der seine Freundin Lisa Kranz mit seiner Mitstudentin Anna Siebert betrügt. Mit seiner Darstellung „riss er, gemeinsam mit Henriette Confurius, Kalter Engel aus der totalen Durchschnittlichkeit“. Im letzten Tatort von Felix Stark, Vielleicht (2014), war er in der Rolle des Studenten Florian Patke, der von einer in Berlin lebenden norwegischen Psychologiestudentin erfährt, dass seine Freundin Lisa Steiger in ihrer Wohnung von einem Mann in blauer Latzhose ermordet wird, zu sehen. Im selben Jahr war Bartholomäi im Saarbrücker Weihnachtstatort Weihnachtsgeld in der Rolle des Josef zu sehen. 2016 war er in der Jubiläumsfolge Taxi nach Leipzig zu sehen, in der er einen traumatisierten Taxifahrer spielt, der die Kommissare Charlotte Lindholm und Klaus Borowski entführt. 2018 nahm er in der Episode Tollwut seine Rolle des Markus Graf aus Auf ewig Dein noch einmal auf.
2009 wurde Bartholomäi für seine Doppelrolle als Zwillingspaar Lukas und Lasse Hilversum in Bloch: Schattenkind als bester Nebendarsteller mit dem Deutschen Fernsehpreis und dem Hessischen Fernsehpreis ausgezeichnet. 2011 verkörperte Bartholomäi den Prinzen Viktor in dem Märchenfilm Aschenputtel. In den Verfilmungen der Romane Rubinrot (2013), Saphirblau (2014) und Smaragdgrün (2016) aus der Buchreihe Liebe geht durch alle Zeiten von Kerstin Gier übernahm er die Rolle des Paul de Villiers.
2016 stand Florian Bartholomäi am Kleinen Theater am Südwestkorso in Berlin zum ersten Mal auf der Bühne. Er spielte die Titelrolle in Oscar Wildes Das Bildnis des Dorian Gray (Regie: Boris von Poser). Seit Januar 2018 ist Bartholomäi, mit Birge Schade als Partnerin, auf der Bühne des Kleinen Theaters am Südwestkorso in Berlin in der Berliner Erstaufführung des Stück Switzerland der australischen Autorin Joanna Murray-Smith über die Schriftstellerin Patricia Highsmith zu sehen.
Florian Bartholomäi lebt seit 2006 in Berlin-Friedrichshain. Seit seiner Jugend betreibt Bartholomäi Kampfsport, zunächst Taekwondo, heute vornehmlich Wing Tai und trainiert auch Jugendliche.

## Filmografie (Auswahl)

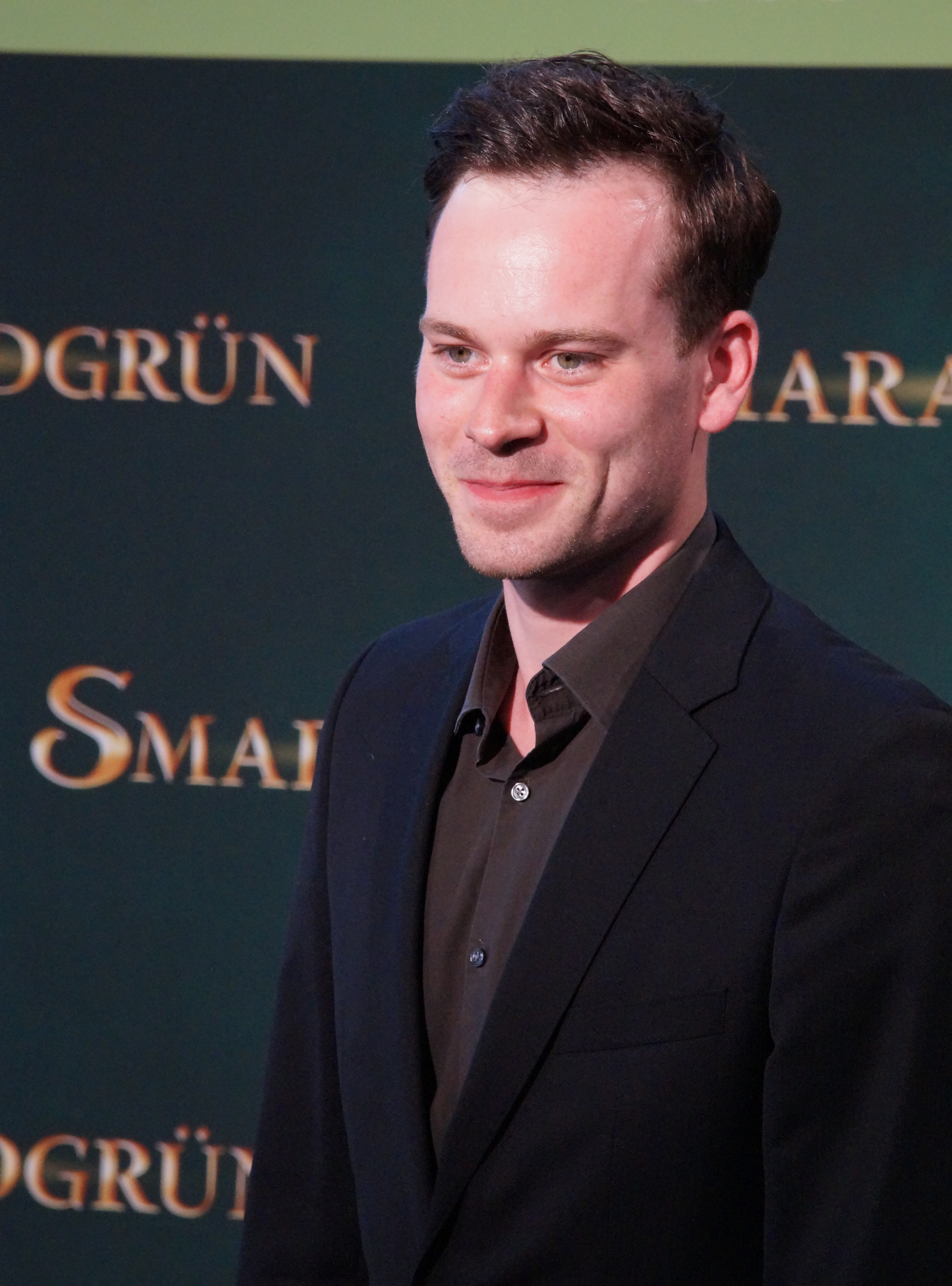
Florian Bartholomäi bei der Deutschlandpremiere von Smaragdgrün, Köln, 2016

### Kino
- 2005: Kombat Sechzehn – Regie: Mirko Borscht
- 2005: Haus 7 (Kurzfilm) – Regie: Philipp Osthus
- 2007: Reine Geschmacksache – Regie: Ingo Rasper
- 2007/2009: Die Ballade von der Hingabe / Von der Hingabe / Purple Sunrise (Kurzfilm) – Regie: Nina Vukovic
- 2007: Pietas (Kurzfilm) – Regie: Matthias vom Schemm
- 2006/2008: Weltstadt / Heimatfilm – Regie: Christian Klandt
- 2008: Der Vorleser (The Reader) – Regie: Stephen Daldry
- 2008: Biester müssen sterben – Regie: Ingo Heise
- 2009: Der Grenzgänger (Kurzfilm) – Regie: Gregor Schmidinger
- 2013: Rubinrot (Paul de Villiers)                       – Regie: Felix Fuchssteiner
- 2014: Saphirblau (Paul de Villiers)                       – Regie: Felix Fuchssteiner
- 2016: Smaragdgrün (Paul de Villiers)   – Regie: Felix Fuchssteiner
- 2018: Werk ohne Autor – Regie: Florian Henckel von Donnersmarck
- 2018: Kahlschlag – Regie: Max Gleschinski

### Fernsehen
- 2005: Tatort: Freischwimmer – Regie: Helmut Metzger
- 2006: Küstenwache: Auf der falschen Seite – Regie: Zbynek Cerven
- 2007: SOKO Leipzig: Preis der Wahrheit – Regie: Christoph Eichhorn
- 2007: R. I. S. – Die Sprache der Toten: Freund und Feind – Regie: Miguel Alexandre
- 2007: Ein Fall für zwei: Mord im Museum – Regie: Uli Möller
- 2007: Der letzte Zeuge: Tödliche Schönheit – Regie: Bernhard Stephan
- 2007: In aller Freundschaft: Erste Schritte – Regie: Celino Bleiweiß
- 2007: Notruf Hafenkante: Die türkische Braut – Regie: Thomas Durchschlag
- 2007: SOKO Wismar: Spitzenleistung – Regie: Dirk Pientka
- 2008: Freundschaften und andere Neurosen – Regie: Mark Schlichter
- 2008: Post Mortem: Körperteile – Regie: Thomas Jauch
- 2008: Stolberg: Eisprinzessin – Regie: Michael Schneider
- 2008: Dr. Molly & Karl: Das böse Kind – Regie: Jakob Schäuffelen
- 2008: Tatort – Herz aus Eis – Regie: Ed Herzog
- 2009: Bloch: Schattenkind – Regie: Christoph Stark
- 2009: Der Kriminalist: Mauer im Kopf – Regie: Buddy Giovinazzo
- 2009: Tatort – Platt gemacht – Regie: Buddy Giovinazzo
- 2009: Ihr Auftrag, Pater Castell: Das Voynich Manuskript – Regie: Florian Kern
- 2009: SOKO Köln: Nicht von schlechten Eltern – Regie: Daniel Helfer
- 2010: Tatort – Hilflos – Regie: Hannu Salonen
- 2010: Der Staatsanwalt: Tod eines Schülers – Regie: Boris Keidies
- 2010: Tatort – Tango für Borowski – Regie: Hannu Salonen
- 2010: Tatort – Die Unsichtbare – Regie: Johannes Grieser
- 2010: 380.000 Volt – Der große Stromausfall – Regie: Sebastian Vigg
- 2010: SOKO Leipzig: Tod per Post – Regie: Franziska Meletzky
- 2010: Willkommen in Wien – Regie: Nikolaus Leytner
- 2011: Der Kriminalist: Unter Druck – Regie: Hannu Salonen
- 2011: Ein ganz normaler Fall – Regie: Torsten C. Fischer
- 2011: Aschenputtel – Regie: Uwe Janson
- 2012: Mord in Ludwigslust – Regie: Kai Wessel
- 2012: Jahr des Drachen – Regie: Torsten C. Fischer
- 2012: Ein Fall für Zwei: Incognito
- 2012: Die Holzbaronin – Regie: Marcus O. Rosenmüller
- 2012: Marie Brand und die falsche Frau
- 2013: Schneewittchen muss sterben (Taunuskrimi) – Regie: Manfred Stelzer
- 2013: Stille – Regie: Xaver Schwarzenberger
- 2013: Tatort – Kalter Engel – Regie: Thomas Bohn
- 2014: Tatort – Auf ewig Dein – Regie: Dror Zahavi
- 2014: Heldt : Clowns – Regie: Andreas Morell
- 2014: Tatort – Vielleicht – Regie: Klaus Krämer
- 2014: Tatort – Weihnachtsgeld – Regie: Zoltan Spirandelli
- 2015: Der Staatsanwalt: Tödlicher Ehrgeiz – Regie: Jakob Schäuffelen
- 2015: Donna Leon – Tierische Profite  – Regie: Sigi Rothemund
- 2015: Schwägereltern – Regie: Hansjörg Thurn
- 2015: Deutschland 83 – Regie: Edward Berger, Samira Radsi
- 2016: Undercover küsst man nicht – Regie: Jan Haering
- 2016: The Missing [Die Verschwundenen] BBC Fernsehserie – Regie: Ben Chanan
- 2016: Tatort – Taxi nach Leipzig – Regie: Alexander Adolph
- 2017: Marie Brand und der Liebesmord – Regie: Josh Broecker
- 2018: Tatort – Tollwut – Regie: Dror Zahavi
- 2018: Die Chefin – Willenlos – Regie: Christoph Stark
- 2018: Stralsund – Waffenbrüder – Regie: Kaspar Heidelbach
- seit 2018: Die Füchsin (Fernsehreihe)
  - 2018: Spur in die Vergangenheit
  - 2019: Im goldenen Käfig
  - 2019: Schön und tot
  - 2021: Treibjagd
  - 2021: Romeo muss sterben
- 2018: Das schönste Paar
- 2019: Rampensau (Fernsehserie)
- 2019–2020: Die Erben der Nacht (Heirs of the Night, Fernsehserie)
- 2020: Tatort – Monster – Regie: Torsten C. Fischer
- 2020: Nord Nord Mord: Sievers und die schlaflosen Nächte (Fernsehreihe)
- 2020:  Kroymann (Satiresendung, 1 Folge)
- 2021: Ein starkes Team – Man lebt nur zweimal (Fernsehreihe)
- 2021: Theresa Wolff – Home Sweet Home (Fernsehfilmreihe)
- 2023: Weihnachtspäckchen ... haben alle zu tragen
- 2024: Sie sagt. Er sagt.

## Auszeichnungen
- 2007: Max Ophüls Preis als Bester Nachwuchsdarsteller für Reine Geschmacksache
- 2007: Undine Award als Publikumspreis
- 2009: New Faces Award als bester Nachwuchsschauspieler für Bloch: Schattenkind und Tatort: Herz aus Eis
- 2009: Deutscher Fernsehpreis als Bester Nebendarsteller für Bloch: Schattenkind
- 2009: Hessischer Fernsehpreis als Bester Darsteller für Bloch: Schattenkind